# Onzième législature du Bundestag
Les députés de la onzième législature du Bundestag sont les députés du Bundestag élus lors des élections fédérales allemandes de 1987 pour la période 1987-1990.
Le 3 octobre 1990, 144 députés de la Chambre du peuple de la République démocratique allemande rejoignent le Bundestag, conformément à l'article 42 du traité d'unification.

## Liste des députés
- Haut – A
- B
- C
- D
- E
- F
- G
- H
- I
- J
- K
- L
- M
- N
- O
- P
- Q
- R
- S
- T
- U
- V
- W
- X
- Y
- Z

| Député                                      | Naissance | Parti      | Bundesland                  | Circonscription                            | % des premières voix | Remarques                                                                    |
| ------------------------------------------- | --------- | ---------- | --------------------------- | ------------------------------------------ | -------------------- | ---------------------------------------------------------------------------- |
| Manfred Abelein                             | 1930      | CDU        | Bade-Wurtemberg             | Aalen – Heidenheim                         | 52,9                 |                                                                              |
| Else Ackermann                              | 1933      | CDU        | Chambre du peuple de la RDA |                                            |                      | à partir du 3 octobre 1990                                                   |
| Irmgard Adam-Schwaetzer                     | 1942      | FDP        | Rhénanie-du-Nord-Westphalie |                                            |                      |                                                                              |
| Brigitte Adler                              | 1944      | SPD        | Bade-Wurtemberg             |                                            |                      |                                                                              |
| Karl Ahrens                                 | 1924      | SPD        | Basse-Saxe                  |                                            |                      |                                                                              |
| Michael Albrecht                            | 1947      | CDU        | Chambre du peuple de la RDA |                                            |                      | à partir du 3 octobre 1990                                                   |
| Andreas Amende                              | 1955      | SPD        | Chambre du peuple de la RDA |                                            |                      | à partir du 3 octobre 1990                                                   |
| Max Amling                                  | 1934      | SPD        | Bavière                     |                                            |                      |                                                                              |
| Gerd Andres                                 | 1951      | SPD        | Basse-Saxe                  | Stadt Hannover I                           | 46,1                 |                                                                              |
| Dieter Annies                               | 1942      | FDP        | Chambre du peuple de la RDA |                                            |                      | à partir du 3 octobre 1990                                                   |
| Robert Antretter                            | 1939      | SPD        | Bade-Wurtemberg             |                                            |                      |                                                                              |
| Hans Apel                                   | 1932      | SPD        | Hambourg                    |                                            |                      |                                                                              |
| Anneliese Augustin                          | 1930      | CDU        | Hesse                       |                                            |                      | remplace Dieter Weirich le 6 décembre 1989                                   |
| Dietrich Austermann                         | 1941      | CDU        | Schleswig-Holstein          | Steinburg – Dithmarschen-Süd               | 47,4                 |                                                                              |
| Hermann Bachmaier                           | 1939      | SPD        | Bade-Wurtemberg             |                                            |                      |                                                                              |
| Egon Bahr                                   | 1922      | SPD        | Schleswig-Holstein          |                                            |                      |                                                                              |
| Georg Bamberg                               | 1936      | SPD        | Bavière                     |                                            |                      |                                                                              |
| Martin Bangemann                            | 1934      | FDP        | Bade-Wurtemberg             |                                            |                      | démissionne le 5 janvier 1989                                                |
| Angelika Barbe                              | 1951      | SPD        | Chambre du peuple de la RDA |                                            |                      | à partir du 3 octobre 1990                                                   |
| Lothar Barthel                              | 1937      | CDU        | Chambre du peuple de la RDA |                                            |                      | à partir du 3 octobre 1990                                                   |
| Harald Bauer                                | 1949      | CDU        | Chambre du peuple de la RDA |                                            |                      | à partir du 3 octobre 1990                                                   |
| Wolf Bauer                                  | 1939      | CDU        | Rhénanie-du-Nord-Westphalie | Euskirchen – Erftkreis II                  | 50,8                 |                                                                              |
| Gerhart Baum                                | 1932      | FDP        | Rhénanie-du-Nord-Westphalie |                                            |                      |                                                                              |
| Richard Bayha                               | 1929      | CDU        | Hesse                       | Hanau                                      | 45,9                 |                                                                              |
| Marieluise Beck-Oberdorf                    | 1952      | Die Grünen | Brême                       |                                            |                      |                                                                              |
| Helmuth Becker (Nienberge)                  | 1929      | SPD        | Rhénanie-du-Nord-Westphalie |                                            |                      |                                                                              |
| Karl Becker (Frankfurt)                     | 1923      | CDU        | Hesse                       | Frankfurt am Main II                       | 45,6                 |                                                                              |
| Roland Becker (Leipzig)                     | 1940      | CDU        | Chambre du peuple de la RDA |                                            |                      | à partir du 3 octobre 1990                                                   |
| Ingrid Becker-Inglau                        | 1946      | SPD        | Rhénanie-du-Nord-Westphalie | Essen III                                  | 44,9                 |                                                                              |
| Klaus Beckmann                              | 1944      | FDP        | Rhénanie-du-Nord-Westphalie |                                            |                      |                                                                              |
| Angelika Beer                               | 1957      | Die Grünen | Schleswig-Holstein          |                                            |                      |                                                                              |
| Lieselotte Berger                           | 1920      | CDU        | Berlin                      |                                            |                      | décédé le 26 septembre 1989                                                  |
| Sabine Bergmann-Pohl                        | 1946      | CDU        | Chambre du peuple de la RDA |                                            |                      | à partir du 3 octobre 1990                                                   |
| Hans Gottfried Bernrath                     | 1927      | SPD        | Rhénanie-du-Nord-Westphalie |                                            |                      |                                                                              |
| Kurt Biedenkopf                             | 1930      | CDU        | Rhénanie-du-Nord-Westphalie |                                            |                      | démissionne le 9 novembre 1990                                               |
| Alfred Biehle                               | 1926      | CSU        | Bavière                     | Main-Spessart                              | 61,6                 | démissionne le 27 avril 1990                                                 |
| Rudolf Bindig                               | 1940      | SPD        | Bade-Wurtemberg             |                                            |                      |                                                                              |
| Marianne Birthler                           | 1948      | Bündnis 90 | Chambre du peuple de la RDA |                                            |                      | à partir du 3 octobre 1990                                                   |
| Ingrid Bittner                              | 1944      | PDS        | Chambre du peuple de la RDA |                                            |                      | à partir du 3 octobre 1990                                                   |
| Joseph-Theodor Blank                        | 1947      | CDU        | Rhénanie-du-Nord-Westphalie | Mettmann I                                 | 46,0                 |                                                                              |
| Heribert Blens                              | 1936      | CDU        | Rhénanie-du-Nord-Westphalie | Köln II                                    | 45,2                 |                                                                              |
| Norbert Blüm                                | 1935      | CDU        | Rhénanie-du-Nord-Westphalie |                                            |                      |                                                                              |
| Lieselott Blunck                            | 1942      | SPD        | Schleswig-Holstein          |                                            |                      |                                                                              |
| Frank Bogisch                               | 1956      | SPD        | Chambre du peuple de la RDA |                                            |                      | à partir du 3 octobre 1990                                                   |
| Friedrich Bohl                              | 1945      | CDU        | Hesse                       | Marburg                                    | 43,6                 |                                                                              |
| Wilfried Bohlsen                            | 1934      | CDU        | Basse-Saxe                  |                                            |                      |                                                                              |
| Wilfried Böhm (Melsungen)                   | 1934      | CDU        | Hesse                       |                                            |                      |                                                                              |
| Ulrich Böhme (Unna)                         | 1939      | SPD        | Rhénanie-du-Nord-Westphalie | Unna I                                     | 55,4                 |                                                                              |
| Jürgen Bohn                                 | 1959      | FDP        | Chambre du peuple de la RDA |                                            |                      | à partir du 3 octobre 1990                                                   |
| Jochen Borchert                             | 1940      | CDU        | Rhénanie-du-Nord-Westphalie |                                            |                      |                                                                              |
| Arne Börnsen (Ritterhude)                   | 1944      | SPD        | Basse-Saxe                  | Verden – Osterholz                         | 46,4                 |                                                                              |
| Wolfgang Börnsen (Bönstrup)                 | 1942      | CDU        | Schleswig-Holstein          | Flensburg – Schleswig                      | 46,0                 |                                                                              |
| Wolfgang Bötsch                             | 1938      | CSU        | Bavière                     | Würzburg                                   | 55,4                 |                                                                              |
| Gerhard Botz                                | 1955      | SPD        | Chambre du peuple de la RDA |                                            |                      | à partir du 3 octobre 1990                                                   |
| Helga Brahmst-Rock                          | 1951      | Die Grünen | Rhénanie-du-Nord-Westphalie |                                            |                      |                                                                              |
| Willy Brandt                                | 1913      | SPD        | Rhénanie-du-Nord-Westphalie |                                            |                      |                                                                              |
| Hans-Joachim Brauer                         | 1945      | Die Grünen | Basse-Saxe                  |                                            |                      |                                                                              |
| Günther Bredehorn                           | 1935      | FDP        | Basse-Saxe                  |                                            |                      |                                                                              |
| Paul Breuer                                 | 1950      | CDU        | Rhénanie-du-Nord-Westphalie | Siegen-Wittgenstein I                      | 45,8                 |                                                                              |
| Ulrich Briefs                               | 1939      | Die Grünen | Rhénanie-du-Nord-Westphalie |                                            |                      | député non inscrit à partir du 1er octobre 1990                              |
| Alwin Brück                                 | 1931      | SPD        | Sarre                       | Saarbrücken II                             | 46,4                 |                                                                              |
| Monika Brudlewsky                           | 1946      | CDU        | Chambre du peuple de la RDA |                                            |                      | à partir du 3 octobre 1990                                                   |
| Josef Brunner                               | 1928      | CSU        | Bavière                     |                                            |                      | remplace Alfred Biehle le 5 mai 1990                                         |
| Hans Büchler (Hof)                          | 1940      | SPD        | Bavière                     |                                            |                      |                                                                              |
| Peter Büchner (Speyer)                      | 1943      | SPD        | Rhénanie-Palatinat          |                                            |                      |                                                                              |
| Klaus Bühler (Bruchsal)                     | 1941      | CDU        | Bade-Wurtemberg             | Karlsruhe-Land                             | 58,4                 |                                                                              |
| Edelgard Bulmahn                            | 1951      | SPD        | Basse-Saxe                  | Stadt Hannover II                          | 46,3                 |                                                                              |
| Andreas von Bülow                           | 1937      | SPD        | Bade-Wurtemberg             |                                            |                      |                                                                              |
| Helmut Buschbom                             | 1921      | CDU        | Berlin                      |                                            |                      |                                                                              |
| Hermann Buschfort                           | 1928      | SPD        | Rhénanie-du-Nord-Westphalie |                                            |                      |                                                                              |
| Manfred Carstens (Emstek)                   | 1943      | CDU        | Basse-Saxe                  | Cloppenburg – Vechta                       | 70,0                 |                                                                              |
| Peter Harry Carstensen (Nordstrand)         | 1947      | CDU        | Schleswig-Holstein          | Nordfriesland – Dithmarschen-Nord          | 47,1                 |                                                                              |
| Wolf-Michael Catenhusen                     | 1945      | SPD        | Rhénanie-du-Nord-Westphalie |                                            |                      |                                                                              |
| Joachim Clemens                             | 1931      | CDU        | Basse-Saxe                  | Braunschweig                               | 43,8                 |                                                                              |
| Margit Conrad                               | 1952      | SPD        | Sarre                       | Saarbrücken I                              | 47,7                 | démissionne le 31 mai 1990                                                   |
| Peter Conradi                               | 1932      | SPD        | Bade-Wurtemberg             |                                            |                      |                                                                              |
| Klaus-Peter Creter                          | 1943      | CDU        | Chambre du peuple de la RDA |                                            |                      | à partir du 3 octobre 1990                                                   |
| Dieter-Julius Cronenberg (Arnsberg)         | 1930      | FDP        | Rhénanie-du-Nord-Westphalie |                                            |                      |                                                                              |
| Herbert Czaja                               | 1914      | CDU        | Bade-Wurtemberg             | Stuttgart II                               | 41,0                 |                                                                              |
| Hans Daniels (Bonn)                         | 1934      | CDU        | Rhénanie-du-Nord-Westphalie | Bonn                                       | 50,3                 |                                                                              |
| Wolfgang Daniels (Regensburg)               | 1951      | Die Grünen | Bavière                     |                                            |                      |                                                                              |
| Klaus Daubertshäuser                        | 1943      | SPD        | Hesse                       | Lahn-Dill                                  | 47,3                 |                                                                              |
| Herta Däubler-Gmelin                        | 1943      | SPD        | Bade-Wurtemberg             |                                            |                      |                                                                              |
| Klaus Daweke                                | 1943      | CDU        | Rhénanie-du-Nord-Westphalie |                                            |                      |                                                                              |
| Wolfgang Dehnel                             | 1945      | CDU        | Chambre du peuple de la RDA |                                            |                      | à partir du 3 octobre 1990                                                   |
| Gertrud Dempwolf                            | 1936      | CDU        | Basse-Saxe                  |                                            |                      |                                                                              |
| Marlies Deneke                              | 1953      | PDS        | Chambre du peuple de la RDA |                                            |                      | à partir du 3 octobre 1990                                                   |
| Karl Deres                                  | 1930      | CDU        | Rhénanie-Palatinat          | Ahrweiler                                  | 57,6                 |                                                                              |
| Gerhard Dewitz                              | 1926      | CDU        | Berlin                      |                                            |                      | remplace Gabriele Rost le 20 février 1990                                    |
| Nils Diederich                              | 1934      | SPD        | Berlin                      |                                            |                      | remplace Peter Mitzscherling le 12 mai 1989                                  |
| Karl Diller                                 | 1941      | SPD        | Rhénanie-Palatinat          |                                            |                      |                                                                              |
| Marliese Dobberthien                        | 1947      | SPD        | Bade-Wurtemberg             |                                            |                      | remplace Ruth Zutt le 1er juillet 1987 démissionne le 29 août 1988           |
| Werner Dollinger                            | 1918      | CSU        | Bavière                     | Fürth                                      | 51,5                 |                                                                              |
| Hans-Georg Dorendorf                        | 1942      | CDU        | Chambre du peuple de la RDA |                                            |                      | à partir du 3 octobre 1990                                                   |
| Ernst Paul Dörfler                          | 1950      | Bündnis 90 | Chambre du peuple de la RDA |                                            |                      | à partir du 3 octobre 1990                                                   |
| Werner Dörflinger                           | 1940      | CDU        | Bade-Wurtemberg             | Waldshut                                   | 57,4                 |                                                                              |
| Hansjürgen Doss                             | 1936      | CDU        | Rhénanie-Palatinat          |                                            |                      |                                                                              |
| Heidrun Dräger                              | 1958      | SPD        | Chambre du peuple de la RDA |                                            |                      | à partir du 3 octobre 1990                                                   |
| Alfred Dregger                              | 1920      | CDU        | Hesse                       | Fulda                                      | 57,7                 |                                                                              |
| Rudolf Dreßler                              | 1940      | SPD        | Rhénanie-du-Nord-Westphalie | Wuppertal I                                | 45,6                 |                                                                              |
| Freimut Duve                                | 1936      | SPD        | Hambourg                    | Hambourg-Mitte                             | 47,1                 |                                                                              |
| Thomas Ebermann                             | 1951      | Die Grünen | Hambourg                    |                                            |                      | démissionne le 18 février 1989                                               |
| Jürgen Echternach                           | 1937      | CDU        | Hambourg                    | Hambourg-Altona                            | 42,0                 |                                                                              |
| Jürgen Egert                                | 1941      | SPD        | Berlin                      |                                            |                      |                                                                              |
| Wolfgang Ehlers                             | 1953      | CDU        | Chambre du peuple de la RDA |                                            |                      | à partir du 3 octobre 1990                                                   |
| Horst Ehmke (Bonn)                          | 1927      | SPD        | Rhénanie-du-Nord-Westphalie |                                            |                      |                                                                              |
| Udo Ehrbar                                  | 1942      | CDU        | Bade-Wurtemberg             | Heidelberg                                 | 43,9                 |                                                                              |
| Herbert Ehrenberg                           | 1926      | SPD        | Basse-Saxe                  | Friesland – Wilhelmshaven                  | 48,1                 |                                                                              |
| Tay Eich                                    | 1950      | Die Grünen | Hambourg                    |                                            |                      | remplace Gabriele Ebermann le 20 février 1989                                |
| Uschi Eid                                   | 1949      | Die Grünen | Bade-Wurtemberg             |                                            |                      |                                                                              |
| Karl Eigen                                  | 1927      | CDU        | Schleswig-Holstein          |                                            |                      |                                                                              |
| Norbert Eimer (Fürth)                       | 1940      | FDP        | Bavière                     |                                            |                      |                                                                              |
| Konrad Elmer                                | 1949      | SPD        | Chambre du peuple de la RDA |                                            |                      | à partir du 3 octobre 1990                                                   |
| Alfred Emmerlich                            | 1928      | SPD        | Basse-Saxe                  |                                            |                      |                                                                              |
| Hans A. Engelhard                           | 1934      | FDP        | Bavière                     |                                            |                      |                                                                              |
| Matthias Engelsberger                       | 1925      | CSU        | Bavière                     | Traunstein                                 | 63,3                 |                                                                              |
| Dagmar Enkelmann                            | 1956      | PDS        | Chambre du peuple de la RDA |                                            |                      | à partir du 3 octobre 1990                                                   |
| Gernot Erler                                | 1944      | SPD        | Bade-Wurtemberg             |                                            |                      |                                                                              |
| Helmut Esters                               | 1935      | SPD        | Rhénanie-du-Nord-Westphalie |                                            |                      |                                                                              |
| Carl Ewen                                   | 1931      | SPD        | Basse-Saxe                  | Aurich – Emden                             | 58,7                 |                                                                              |
| Horst Eylmann                               | 1933      | CDU        | Basse-Saxe                  | Stade – Rotenburg I                        | 48,5                 |                                                                              |
| Sabine Fache                                | 1946      | PDS        | Chambre du peuple de la RDA |                                            |                      | à partir du 3 octobre 1990                                                   |
| Kurt Faltlhauser                            | 1940      | CSU        | Bavière                     | München-West                               | 48,7                 |                                                                              |
| Annette Faße                                | 1947      | SPD        | Basse-Saxe                  |                                            |                      |                                                                              |
| Jochen Feilcke                              | 1942      | CDU        | Berlin                      |                                            |                      |                                                                              |
| Konrad Felber                               | 1953      | FDP        | Chambre du peuple de la RDA |                                            |                      | à partir du 3 octobre 1990                                                   |
| Olaf Feldmann                               | 1937      | FDP        | Bade-Wurtemberg             |                                            |                      |                                                                              |
| Karl H. Fell                                | 1936      | CDU        | Rhénanie-du-Nord-Westphalie | Heinsberg                                  | 57,6                 |                                                                              |
| Hermann Fellner                             | 1950      | CSU        | Bavière                     | Amberg                                     | 62,7                 |                                                                              |
| Walter Fiedler                              | 1944      | CDU        | Chambre du peuple de la RDA |                                            |                      | à partir du 3 octobre 1990                                                   |
| Dirk Fischer                                | 1943      | CDU        | Hambourg                    | Hambourg-Nord                              | 42,8                 |                                                                              |
| Leni Fischer                                | 1935      | CDU        | Rhénanie-du-Nord-Westphalie |                                            |                      |                                                                              |
| Lothar Fischer (Homburg)                    | 1942      | SPD        | Sarre                       | Homburg                                    | 47,4                 |                                                                              |
| Michael Fischer                             | 1947      | CDU        | Chambre du peuple de la RDA |                                            |                      | à partir du 3 octobre 1990                                                   |
| Ursula Fischer                              | 1952      | PDS        | Chambre du peuple de la RDA |                                            |                      | à partir du 3 octobre 1990                                                   |
| Dora Flinner                                | 1940      | Die Grünen | Bade-Wurtemberg             |                                            |                      |                                                                              |
| Sigrid Folz-Steinacker                      | 1941      | FDP        | Basse-Saxe                  |                                            |                      |                                                                              |
| Klaus Francke                               | 1936      | CDU        | Hambourg                    |                                            |                      |                                                                              |
| Bernhard Friedmann                          | 1932      | CDU        | Bade-Wurtemberg             | Rastatt                                    | 58,4                 | démissionne le 5 février 1990                                                |
| Gerhard Friedrich                           | 1948      | CSU        | Bavière                     | Erlangen                                   | 47,5                 |                                                                              |
| Michael Friedrich (Delitzsch)               | 1951      | PDS        | Chambre du peuple de la RDA |                                            |                      | à partir du 3 octobre 1990                                                   |
| Sieglinde Frieß                             | 1959      | AL         | Berlin                      |                                            |                      | remplace Ellen Olms le 21 février 1989                                       |
| Christina Fritsch                           | 1950      | SPD        | Chambre du peuple de la RDA |                                            |                      | à partir du 3 octobre 1990                                                   |
| Anke Fuchs (Köln)                           | 1937      | SPD        | Rhénanie-du-Nord-Westphalie |                                            |                      |                                                                              |
| Katrin Fuchs (Verl)                         | 1938      | SPD        | Rhénanie-du-Nord-Westphalie |                                            |                      |                                                                              |
| Ruth Fuchs                                  | 1946      | PDS        | Chambre du peuple de la RDA |                                            |                      | à partir du 3 octobre 1990                                                   |
| Hans-Joachim Fuchtel                        | 1952      | CDU        | Bade-Wurtemberg             | Calw                                       | 54,9                 |                                                                              |
| Honor Funk (Gutenzell)                      | 1930      | CDU        | Bade-Wurtemberg             |                                            |                      | remplace Karl Miltner le 20 mai 1988 démissionne le 24 août 1989             |
| Rainer Funke                                | 1940      | FDP        | Hambourg                    |                                            |                      |                                                                              |
| Georg Gallus                                | 1927      | FDP        | Bade-Wurtemberg             |                                            |                      |                                                                              |
| Monika Ganseforth                           | 1940      | SPD        | Basse-Saxe                  |                                            |                      |                                                                              |
| Norbert Gansel                              | 1940      | SPD        | Schleswig-Holstein          | Kiel                                       | 53,0                 |                                                                              |
| Johannes Ganz (St. Wendel)                  | 1932      | CDU        | Sarre                       | St. Wendel                                 | 48,1                 |                                                                              |
| Charlotte Garbe                             | 1929      | Die Grünen | Basse-Saxe                  |                                            |                      |                                                                              |
| Hans H. Gattermann                          | 1931      | FDP        | Rhénanie-du-Nord-Westphalie |                                            |                      |                                                                              |
| Joachim Gauck                               | 1940      | Bündnis 90 | Chambre du peuple de la RDA |                                            |                      | à partir du 3 octobre 1990 démissionne le 4 octobre 1990                     |
| Fritz Gautier                               | 1950      | SPD        | Basse-Saxe                  |                                            |                      |                                                                              |
| Michaela Geiger                             | 1943      | CSU        | Bavière                     | Weilheim                                   | 67,1                 |                                                                              |
| Norbert Geis                                | 1939      | CSU        | Bavière                     | Aschaffenburg                              | 59,0                 |                                                                              |
| Hans Geisler (Radeberg)                     | 1940      | CDU        | Chambre du peuple de la RDA |                                            |                      | à partir du 3 octobre 1990                                                   |
| Heiner Geißler                              | 1930      | CDU        | Rhénanie-Palatinat          | Südpfalz                                   | 49,6                 |                                                                              |
| Wolfgang von Geldern                        | 1944      | CDU        | Basse-Saxe                  | Cuxhaven                                   | 46,3                 |                                                                              |
| Hans-Dietrich Genscher                      | 1927      | FDP        | Rhénanie-du-Nord-Westphalie |                                            |                      |                                                                              |
| Ludwig Gerstein                             | 1928      | CDU        | Rhénanie-du-Nord-Westphalie |                                            |                      |                                                                              |
| Florian Gerster (Worms)                     | 1949      | SPD        | Rhénanie-Palatinat          | Worms                                      | 44,9                 |                                                                              |
| Johannes Gerster (Mainz)                    | 1941      | CDU        | Rhénanie-Palatinat          | Mainz                                      | 45,1                 |                                                                              |
| Konrad Gilges                               | 1941      | SPD        | Rhénanie-du-Nord-Westphalie | Köln III                                   | 48,5                 |                                                                              |
| Michael Glos                                | 1944      | CSU        | Bavière                     | Schweinfurt                                | 60,2                 |                                                                              |
| Peter Glotz                                 | 1939      | SPD        | Bavière                     |                                            |                      |                                                                              |
| Reinhard Göhner                             | 1953      | CDU        | Rhénanie-du-Nord-Westphalie |                                            |                      |                                                                              |
| Eberhard Goldhahn                           | 1927      | CDU        | Chambre du peuple de la RDA |                                            |                      | à partir du 3 octobre 1990                                                   |
| Rose Götte                                  | 1938      | SPD        | Rhénanie-Palatinat          | Kaiserslautern                             | 48,7                 |                                                                              |
| Stefan Gottschall                           | 1942      | DSU        | Chambre du peuple de la RDA |                                            |                      | à partir du 3 octobre 1990                                                   |
| Martin Göttsching                           | 1944      | CDU        | Chambre du peuple de la RDA |                                            |                      | à partir du 3 octobre 1990                                                   |
| Eike Götz                                   | 1939      | CSU        | Bavière                     | Fürstenfeldbruck                           | 58,4                 |                                                                              |
| Günter Graf                                 | 1941      | SPD        | Basse-Saxe                  |                                            |                      |                                                                              |
| Ekkehard Gries                              | 1936      | FDP        | Hesse                       |                                            |                      |                                                                              |
| Gundolf Gries (Mühlhausen)                  | 1943      | CDU        | Chambre du peuple de la RDA |                                            |                      | à partir du 3 octobre 1990                                                   |
| Wolfgang Gröbl                              | 1941      | CSU        | Bavière                     | Starnberg                                  | 61,3                 |                                                                              |
| Achim Großmann                              | 1947      | SPD        | Rhénanie-du-Nord-Westphalie | Kreis Aachen                               | 46,1                 |                                                                              |
| Josef Grünbeck                              | 1925      | FDP        | Bavière                     |                                            |                      |                                                                              |
| Horst Grunenberg                            | 1928      | SPD        | Brême                       | Bremerhaven – Brême-Nord                   | 50,4                 |                                                                              |
| Martin Grüner                               | 1929      | FDP        | Bade-Wurtemberg             |                                            |                      |                                                                              |
| Joachim Grünewald                           | 1933      | CDU        | Rhénanie-du-Nord-Westphalie | Olpe – Siegen-Wittgenstein II              | 57,0                 |                                                                              |
| Horst Günther                               | 1939      | CDU        | Rhénanie-du-Nord-Westphalie |                                            |                      |                                                                              |
| Martin Gutzeit                              | 1952      | SPD        | Chambre du peuple de la RDA |                                            |                      | à partir du 3 octobre 1990                                                   |
| Gregor Gysi                                 | 1948      | PDS        | Chambre du peuple de la RDA |                                            |                      | à partir du 3 octobre 1990                                                   |
| Dieter Haack                                | 1934      | SPD        | Bavière                     |                                            |                      |                                                                              |
| Karl Hermann Haack (Extertal)               | 1940      | SPD        | Rhénanie-du-Nord-Westphalie | Lippe I                                    | 47,7                 |                                                                              |
| Ernst Haar                                  | 1925      | SPD        | Bade-Wurtemberg             |                                            |                      |                                                                              |
| Hans-Joachim Hacker                         | 1949      | SPD        | Chambre du peuple de la RDA |                                            |                      | à partir du 3 octobre 1990                                                   |
| Hansjörg Häfele                             | 1932      | CDU        | Bade-Wurtemberg             | Schwarzwald-Baar                           | 56,2                 |                                                                              |
| Gerald Häfner                               | 1956      | Die Grünen | Bavière                     |                                            |                      |                                                                              |
| Hildegard Hamm-Brücher                      | 1921      | FDP        | Bavière                     |                                            |                      |                                                                              |
| Gerlinde Hämmerle                           | 1940      | SPD        | Bade-Wurtemberg             |                                            |                      |                                                                              |
| Klaus Harries                               | 1929      | CDU        | Basse-Saxe                  | Lüneburg – Lüchow-Dannenberg               | 46,1                 |                                                                              |
| Liesel Hartenstein                          | 1928      | SPD        | Bade-Wurtemberg             |                                            |                      |                                                                              |
| Gottfried Haschke (Großhennersdorf)         | 1935      | CDU        | Chambre du peuple de la RDA |                                            |                      | à partir du 3 octobre 1990                                                   |
| Jürgen Haschke (Jena-West)                  | 1940      | DSU        | Chambre du peuple de la RDA |                                            |                      | à partir du 3 octobre 1990                                                   |
| Udo Haschke (Jena-Ost)                      | 1944      | CDU        | Chambre du peuple de la RDA |                                            |                      | à partir du 3 octobre 1990                                                   |
| Klaus Hasenfratz                            | 1946      | SPD        | Rhénanie-du-Nord-Westphalie | Bochum I                                   | 56,8                 |                                                                              |
| Gerda Hasselfeldt                           | 1950      | CSU        | Bavière                     |                                            |                      | remplace Franz Josef Strauß le 24 mars 1987                                  |
| Ingomar Hauchler                            | 1938      | SPD        | Basse-Saxe                  |                                            |                      |                                                                              |
| Volker Hauff                                | 1940      | SPD        | Hesse                       |                                            |                      | démissionne le 14 juin 1989                                                  |
| Rainer Haungs                               | 1942      | CDU        | Bade-Wurtemberg             | Emmendingen – Lahr                         | 49,4                 |                                                                              |
| Gerd Jürgen Häuser                          | 1948      | SPD        | Hesse                       |                                            |                      | remplace Heinrich Klein le 2 janvier 1990                                    |
| Hansheinz Hauser (Krefeld)                  | 1922      | CDU        | Rhénanie-du-Nord-Westphalie | Krefeld                                    | 46,2                 |                                                                              |
| Otto Hauser (de) (Esslingen)                | 1952      | CDU        | Bade-Wurtemberg             | Esslingen                                  | 50,8                 |                                                                              |
| Helmut Haussmann                            | 1943      | FDP        | Bade-Wurtemberg             |                                            |                      |                                                                              |
| Klaus-Jürgen Hedrich                        | 1941      | CDU        | Basse-Saxe                  | Celle – Uelzen                             | 49,4                 |                                                                              |
| Constantin Heereman von Zuydtwyck           | 1931      | CDU        | Rhénanie-du-Nord-Westphalie | Steinfurt II                               | 45,6                 |                                                                              |
| Gerhard Heimann                             | 1934      | SPD        | Berlin                      |                                            |                      |                                                                              |
| Ulrich Heinrich                             | 1939      | FDP        | Bade-Wurtemberg             |                                            |                      |                                                                              |
| Dieter Heistermann                          | 1936      | SPD        | Rhénanie-du-Nord-Westphalie |                                            |                      |                                                                              |
| Renate Hellwig                              | 1940      | CDU        | Bade-Wurtemberg             | Neckar-Zaber                               | 48,3                 |                                                                              |
| Herbert Helmrich                            | 1934      | CDU        | Basse-Saxe                  | Harburg                                    | 50,3                 |                                                                              |
| Frank Heltzig                               | 1939      | SPD        | Chambre du peuple de la RDA |                                            |                      | à partir du 3 octobre 1990                                                   |
| Ottfried Hennig                             | 1937      | CDU        | Rhénanie-du-Nord-Westphalie | Gütersloh                                  | 52,0                 |                                                                              |
| Karitas Dagmar Hensel                       | 1946      | Die Grünen | Hesse                       |                                            |                      |                                                                              |
| Ralph Herberholz                            | 1938      | SPD        | Rhénanie-Palatinat          |                                            |                      | remplace Manfred Scherrer le 1er septembre 1990                              |
| Adolf Herkenrath                            | 1928      | CDU        | Rhénanie-du-Nord-Westphalie | Rhein-Sieg-Kreis I                         | 49,6                 |                                                                              |
| Uwe-Jens Heuer                              | 1927      | PDS        | Chambre du peuple de la RDA |                                            |                      | à partir du 3 octobre 1990                                                   |
| Günther Heyenn                              | 1936      | SPD        | Schleswig-Holstein          |                                            |                      |                                                                              |
| Reinhold Hiller (Lübeck)                    | 1949      | SPD        | Schleswig-Holstein          | Lübeck                                     | 46,3                 |                                                                              |
| Imma Hillerich                              | 1954      | Die Grünen | Rhénanie-du-Nord-Westphalie |                                            |                      |                                                                              |
| Stephan Hilsberg                            | 1956      | SPD        | Chambre du peuple de la RDA |                                            |                      | à partir du 3 octobre 1990                                                   |
| Wolfgang Hinrichs                           | 1922      | CDU        | Brême                       |                                            |                      |                                                                              |
| Ernst Hinsken                               | 1943      | CSU        | Bavière                     | Straubing                                  | 68,0                 |                                                                              |
| Burkhard Hirsch                             | 1930      | FDP        | Rhénanie-du-Nord-Westphalie |                                            |                      |                                                                              |
| Walter Hitschler                            | 1942      | FDP        | Rhénanie-Palatinat          |                                            |                      | remplace Wolfgang Rumpf le 7 août 1987                                       |
| Paul Hoffacker                              | 1930      | CDU        | Rhénanie-du-Nord-Westphalie |                                            |                      |                                                                              |
| Peter Wilhelm Höffkes                       | 1927      | CSU        | Bavière                     | Nürnberg-Süd                               | 45,2                 |                                                                              |
| Ingeborg Hoffmann (Soltau)                  | 1923      | CDU        | Basse-Saxe                  | Soltau-Fallingbostel – Rotenburg II        | 49,2                 |                                                                              |
| Uwe Holtz                                   | 1944      | SPD        | Rhénanie-du-Nord-Westphalie |                                            |                      |                                                                              |
| Joachim Holz                                | 1944      | CDU        | Chambre du peuple de la RDA |                                            |                      | à partir du 3 octobre 1990                                                   |
| Bertram Hönicke                             | 1942      | CDU        | Chambre du peuple de la RDA |                                            |                      | à partir du 3 octobre 1990                                                   |
| Stefan Höpfinger                            | 1925      | CSU        | Bavière                     | Augsburg-Stadt                             | 53,1                 |                                                                              |
| Hans-Günter Hoppe                           | 1922      | FDP        | Berlin                      |                                            |                      |                                                                              |
| Erwin Horn                                  | 1929      | SPD        | Hesse                       | Gießen                                     | 43,3                 |                                                                              |
| Karl-Heinz Hornhues                         | 1939      | CDU        | Basse-Saxe                  | Stadt Osnabrück                            | 45,8                 |                                                                              |
| Siegfried Hornung                           | 1938      | CDU        | Bade-Wurtemberg             |                                            |                      | remplace Bernhard Friedmann le 6 février 1990                                |
| Joachim Hörster                             | 1945      | CDU        | Rhénanie-Palatinat          | Montabaur                                  | 48,3                 |                                                                              |
| Willi Hoss                                  | 1929      | Die Grünen | Bade-Wurtemberg             |                                            |                      |                                                                              |
| Werner Hoyer                                | 1951      | FDP        | Rhénanie-du-Nord-Westphalie |                                            |                      |                                                                              |
| Gunter Huonker                              | 1937      | SPD        | Bade-Wurtemberg             |                                            |                      |                                                                              |
| Agnes Hürland-Büning                        | 1926      | CDU        | Rhénanie-du-Nord-Westphalie |                                            |                      |                                                                              |
| Heinz Günther Hüsch                         | 1929      | CDU        | Rhénanie-du-Nord-Westphalie | Neuss I                                    | 49,5                 |                                                                              |
| Uwe Hüser                                   | 1958      | Die Grünen | Rhénanie-Palatinat          |                                            |                      |                                                                              |
| Hans Graf Huyn                              | 1930      | CSU        | Bavière                     |                                            |                      | remplace Karl Heinz Lemmrich le 2 août 1988                                  |
| Lothar Ibrügger                             | 1944      | SPD        | Rhénanie-du-Nord-Westphalie | Minden-Lübbecke                            | 50,1                 |                                                                              |
| Ulrich Irmer                                | 1939      | FDP        | Bavière                     |                                            |                      |                                                                              |
| Susanne Jaffke                              | 1949      | CDU        | Chambre du peuple de la RDA |                                            |                      | à partir du 3 octobre 1990                                                   |
| Claus Jäger                                 | 1931      | CDU        | Bade-Wurtemberg             |                                            |                      | remplace Manfred Wörner le 1er juillet 1988                                  |
| Friedrich-Adolf Jahn (Münster)              | 1935      | CDU        | Rhénanie-du-Nord-Westphalie | Münster                                    | 45,2                 |                                                                              |
| Gerhard Jahn (Marburg)                      | 1927      | SPD        | Hesse                       |                                            |                      |                                                                              |
| Günther Jansen                              | 1936      | SPD        | Schleswig-Holstein          |                                            |                      | démissionne le 16 juin 1988                                                  |
| Horst Jaunich                               | 1930      | SPD        | Rhénanie-du-Nord-Westphalie |                                            |                      |                                                                              |
| Philipp Jenninger                           | 1932      | CDU        | Bade-Wurtemberg             | Schwäbisch Hall                            | 50,1                 |                                                                              |
| Uwe Jens                                    | 1935      | SPD        | Rhénanie-du-Nord-Westphalie | Wesel I                                    | 51,0                 |                                                                              |
| Dionys Jobst                                | 1927      | CSU        | Bavière                     | Schwandorf                                 | 55,9                 |                                                                              |
| Rainer Jork                                 | 1940      | CDU        | Chambre du peuple de la RDA |                                            |                      | à partir du 3 octobre 1990                                                   |
| Michael Jung (Limburg)                      | 1951      | CDU        | Hesse                       | Rheingau-Taunus – Limburg                  | 50,9                 |                                                                              |
| Volker Jung (Düsseldorf)                    | 1942      | SPD        | Rhénanie-du-Nord-Westphalie | Düsseldorf II                              | 44,5                 |                                                                              |
| Wilhelm Jung (Lörrach)                      | 1928      | CDU        | Bade-Wurtemberg             | Lörrach – Müllheim                         | 47,5                 |                                                                              |
| Horst Jungmann (Wittmoldt)                  | 1940      | SPD        | Schleswig-Holstein          | Plön – Neumünster                          | 45,8                 |                                                                              |
| Bartholomäus Kalb                           | 1949      | CSU        | Bavière                     | Deggendorf                                 | 57,2                 |                                                                              |
| Joachim Kalisch                             | 1929      | CDU        | Berlin                      |                                            |                      |                                                                              |
| Manfred Kalz                                | 1937      | SPD        | Chambre du peuple de la RDA |                                            |                      | à partir du 3 octobre 1990                                                   |
| Karl-August Kamilli                         | 1945      | SPD        | Chambre du peuple de la RDA |                                            |                      | à partir du 3 octobre 1990                                                   |
| Dietmar Kansy                               | 1938      | CDU        | Basse-Saxe                  | Hannover-Land I                            | 45,0                 |                                                                              |
| Franz-Hermann Kappes                        | 1938      | CDU        | Hesse                       | Bergstraße                                 | 47,8                 |                                                                              |
| Irmgard Karwatzki                           | 1940      | CDU        | Rhénanie-du-Nord-Westphalie |                                            |                      |                                                                              |
| Susanne Kastner                             | 1946      | SPD        | Bavière                     |                                            |                      | remplace Anke Martiny-Glotz le 22 mai 1989                                   |
| Ernst Kastning                              | 1938      | SPD        | Basse-Saxe                  | Nienburg – Schaumburg                      | 45,9                 |                                                                              |
| Sylvia-Yvonne Kaufmann                      | 1955      | PDS        | Chambre du peuple de la RDA |                                            |                      | à partir du 3 octobre 1990                                                   |
| Dietmar Keller                              | 1942      | PDS        | Chambre du peuple de la RDA |                                            |                      | à partir du 3 octobre 1990                                                   |
| Peter Keller                                | 1937      | CSU        | Bavière                     |                                            |                      | remplace Reinhold Kreile le 23 février 1990                                  |
| Petra Kelly                                 | 1947      | Die Grünen | Bavière                     |                                            |                      |                                                                              |
| Norbert Kertscher                           | 1954      | PDS        | Chambre du peuple de la RDA |                                            |                      | à partir du 3 octobre 1990                                                   |
| Ignaz Kiechle                               | 1930      | CSU        | Bavière                     | Oberallgäu                                 | 62,9                 |                                                                              |
| Günter Kiehm                                | 1931      | SPD        | Basse-Saxe                  | Hannover-Land II                           | 45,1                 |                                                                              |
| Klaus Kirschner                             | 1941      | SPD        | Bade-Wurtemberg             |                                            |                      |                                                                              |
| Karl Kisslinger                             | 1926      | SPD        | Bavière                     |                                            |                      |                                                                              |
| Peter Kittelmann                            | 1936      | CDU        | Berlin                      |                                            |                      |                                                                              |
| Jürgen Kleditzsch                           | 1944      | CDU        | Chambre du peuple de la RDA |                                            |                      | à partir du 3 octobre 1990                                                   |
| Hans Klein                                  | 1931      | CSU        | Bavière                     | München-Mitte                              | 40,5                 |                                                                              |
| Heinrich Klein (Dieburg)                    | 1932      | SPD        | Hesse                       |                                            |                      | décédé le 18 décembre 1989                                                   |
| Thomas Klein                                | 1948      | PDS        | Chambre du peuple de la RDA |                                            |                      | à partir du 3 octobre 1990                                                   |
| Detlef Kleinert (Hannover)                  | 1932      | FDP        | Basse-Saxe                  |                                            |                      |                                                                              |
| Hubert Kleinert (Marburg)                   | 1954      | Die Grünen | Hesse                       |                                            |                      |                                                                              |
| Karl-Heinz Klejdzinski                      | 1934      | SPD        | Rhénanie-du-Nord-Westphalie |                                            |                      |                                                                              |
| Gerry Kley                                  | 1960      | FDP        | Chambre du peuple de la RDA |                                            |                      | à partir du 3 octobre 1990                                                   |
| Ulrich Klinkert                             | 1955      | CDU        | Chambre du peuple de la RDA |                                            |                      | à partir du 3 octobre 1990                                                   |
| Hans-Ulrich Klose                           | 1937      | SPD        | Hambourg                    | Hambourg-Harburg                           | 50,6                 |                                                                              |
| Wilhelm Knabe                               | 1923      | Die Grünen | Rhénanie-du-Nord-Westphalie |                                            |                      |                                                                              |
| Dieter-Lebrecht Koch                        | 1953      | CDU        | Chambre du peuple de la RDA |                                            |                      | à partir du 3 octobre 1990                                                   |
| Helmut Kohl                                 | 1930      | CDU        | Rhénanie-Palatinat          |                                            |                      |                                                                              |
| Hans-Ulrich Köhler                          | 1944      | CDU        | Chambre du peuple de la RDA |                                            |                      | à partir du 3 octobre 1990                                                   |
| Volkmar Köhler (Wolfsburg)                  | 1930      | CDU        | Basse-Saxe                  | Helmstedt – Wolfsburg                      | 47,7                 |                                                                              |
| Roland Kohn                                 | 1950      | FDP        | Bade-Wurtemberg             |                                            |                      |                                                                              |
| Elmar Kolb                                  | 1936      | CDU        | Bade-Wurtemberg             | Ravensburg – Bodensee                      | 57,7                 |                                                                              |
| Walter Kolbow                               | 1944      | SPD        | Bavière                     |                                            |                      |                                                                              |
| Rolf Koltzsch                               | 1928      | SPD        | Rhénanie-du-Nord-Westphalie | Herford                                    | 47,5                 |                                                                              |
| Hans Koschnick                              | 1929      | SPD        | Brême                       | Brême-West                                 | 55,7                 |                                                                              |
| Manfred Koslowski                           | 1942      | CDU        | Chambre du peuple de la RDA |                                            |                      | à partir du 3 octobre 1990                                                   |
| Thomas Kossendey                            | 1948      | CDU        | Basse-Saxe                  |                                            |                      |                                                                              |
| Almut Kottwitz                              | 1952      | Die Grünen | Rhénanie-du-Nord-Westphalie |                                            |                      | remplace Otto Schily le 8 novembre 1989                                      |
| Rudolf Kraus                                | 1941      | CSU        | Bavière                     | München-Ost                                | 46,3                 |                                                                              |
| Günther Krause                              | 1953      | CDU        | Chambre du peuple de la RDA |                                            |                      | à partir du 3 octobre 1990                                                   |
| Wolfgang Krause                             | 1936      | CDU        | Chambre du peuple de la RDA |                                            |                      | à partir du 3 octobre 1990                                                   |
| Constanze Krehl                             | 1956      | SPD        | Chambre du peuple de la RDA |                                            |                      | à partir du 3 octobre 1990                                                   |
| Reinhold Kreile                             | 1929      | CSU        | Bavière                     |                                            |                      | remplace Alfred Sauter le 11 juillet 1988 démissionne le 22 février 1990     |
| Volkmar Kretkowski                          | 1938      | SPD        | Rhénanie-du-Nord-Westphalie |                                            |                      |                                                                              |
| Matthias Kreuzeder                          | 1949      | Die Grünen | Bavière                     |                                            |                      |                                                                              |
| Franz Heinrich Krey                         | 1930      | CDU        | Rhénanie-du-Nord-Westphalie | Rheinisch-Bergischer Kreis I               | 51,4                 |                                                                              |
| Verena Krieger                              | 1961      | Die Grünen | Rhénanie-du-Nord-Westphalie |                                            |                      | démissionne le 4 avril 1989                                                  |
| Hermann Kroll-Schlüter                      | 1939      | CDU        | Rhénanie-du-Nord-Westphalie | Soest                                      | 49,8                 |                                                                              |
| Friedrich Kronenberg                        | 1933      | CDU        | Rhénanie-du-Nord-Westphalie |                                            |                      |                                                                              |
| Paul Krüger                                 | 1950      | CDU        | Chambre du peuple de la RDA |                                            |                      | à partir du 3 octobre 1990                                                   |
| Klaus Kübler                                | 1936      | SPD        | Hesse                       |                                            |                      | remplace Volker Hauff le 15 juin 1989                                        |
| Hinrich Kuessner                            | 1943      | SPD        | Chambre du peuple de la RDA |                                            |                      | à partir du 3 octobre 1990                                                   |
| Klaus-Dieter Kühbacher                      | 1943      | SPD        | Basse-Saxe                  |                                            |                      |                                                                              |
| Ursula Kugler                               | 1939      | SPD        | Sarre                       |                                            |                      | remplace Margit Conrad le 1er juin 1990                                      |
| Eckart Kuhlwein                             | 1938      | SPD        | Schleswig-Holstein          |                                            |                      |                                                                              |
| Max Kunz (Weiden)                           | 1929      | CSU        | Bavière                     | Weiden                                     | 57,8                 |                                                                              |
| Karl-Hans Laermann                          | 1929      | FDP        | Rhénanie-du-Nord-Westphalie |                                            |                      |                                                                              |
| Uwe Lambinus                                | 1941      | SPD        | Bavière                     |                                            |                      |                                                                              |
| Otto Graf Lambsdorff                        | 1926      | FDP        | Rhénanie-du-Nord-Westphalie |                                            |                      |                                                                              |
| Karl Lamers                                 | 1935      | CDU        | Rhénanie-du-Nord-Westphalie |                                            |                      |                                                                              |
| Norbert Lammert                             | 1948      | CDU        | Rhénanie-du-Nord-Westphalie |                                            |                      |                                                                              |
| Katharina Landgraf (Großstorkwitz)          | 1954      | CDU        | Chambre du peuple de la RDA |                                            |                      | à partir du 3 octobre 1990                                                   |
| Sabine Landgraf (Remse)                     | 1954      | DSU        | Chambre du peuple de la RDA |                                            |                      | à partir du 3 octobre 1990                                                   |
| Manfred Langner                             | 1941      | CDU        | Hesse                       | Hochtaunus                                 | 50,5                 |                                                                              |
| Herbert Lattmann                            | 1944      | CDU        | Basse-Saxe                  |                                            |                      |                                                                              |
| Paul Laufs                                  | 1938      | CDU        | Bade-Wurtemberg             | Waiblingen                                 | 42,5                 |                                                                              |
| Conrad-Michael Lehment                      | 1945      | FDP        | Chambre du peuple de la RDA |                                            |                      | à partir du 3 octobre 1990                                                   |
| Robert Leidinger                            | 1941      | SPD        | Bavière                     |                                            |                      |                                                                              |
| Michael Leja                                | 1950      | CDU        | Chambre du peuple de la RDA |                                            |                      | à partir du 3 octobre 1990                                                   |
| Karl Heinz Lemmrich                         | 1926      | CSU        | Bavière                     | Donau-Ries                                 | 61,2                 | démissionne le 28 juillet 1988                                               |
| Klaus Lennartz                              | 1944      | SPD        | Rhénanie-du-Nord-Westphalie | Erftkreis I                                | 50,8                 |                                                                              |
| Christian Lenzer                            | 1933      | CDU        | Hesse                       |                                            |                      |                                                                              |
| Günther Leonhart                            | 1929      | SPD        | Rhénanie-Palatinat          | Kreuznach                                  | 46,3                 |                                                                              |
| Editha Limbach                              | 1933      | CDU        | Rhénanie-du-Nord-Westphalie |                                            |                      |                                                                              |
| Helmut Link (Frankfurt)                     | 1927      | CDU        | Hesse                       | Frankfurt am Main III                      | 43,2                 |                                                                              |
| Walter Link (Diepholz)                      | 1937      | CDU        | Basse-Saxe                  | Diepholz                                   | 44,3                 |                                                                              |
| Josef Linsmeier                             | 1944      | CSU        | Bavière                     | München-Land                               | 51,1                 |                                                                              |
| Eduard Lintner                              | 1944      | CSU        | Bavière                     | Bad Kissingen                              | 68,4                 |                                                                              |
| Helmut Lippelt                              | 1932      | Die Grünen | Basse-Saxe                  |                                            |                      |                                                                              |
| Klaus Lippold (Offenbach)                   | 1943      | CDU        | Hesse                       | Offenbach                                  | 47,6                 |                                                                              |
| Wolfgang Lohmann (Lüdenscheid)              | 1935      | CDU        | Rhénanie-du-Nord-Westphalie |                                            |                      | remplace Kurt Biedenkopf le 12 novembre 1990                                 |
| Klaus Lohmann (Witten)                      | 1936      | SPD        | Rhénanie-du-Nord-Westphalie | Bochum II – Ennepe-Ruhr-Kreis II           | 57,8                 |                                                                              |
| Peter Lorenz                                | 1922      | CDU        | Berlin                      |                                            |                      | décédé le 6 décembre 1987                                                    |
| Julius Louven                               | 1933      | CDU        | Rhénanie-du-Nord-Westphalie | Viersen                                    | 51,2                 |                                                                              |
| Ortwin Lowack                               | 1942      | CSU        | Bavière                     | Bayreuth                                   | 57,3                 |                                                                              |
| Christine Lucyga                            | 1944      | SPD        | Chambre du peuple de la RDA |                                            |                      | à partir du 3 octobre 1990                                                   |
| Wolfgang Lüder                              | 1937      | FDP        | Berlin                      |                                            |                      |                                                                              |
| Heinrich Lummer                             | 1932      | CDU        | Berlin                      |                                            |                      |                                                                              |
| Egon Lutz                                   | 1934      | SPD        | Bavière                     |                                            |                      |                                                                              |
| Dagmar Luuk                                 | 1940      | SPD        | Berlin                      |                                            |                      |                                                                              |
| Erich Maaß                                  | 1944      | CDU        | Basse-Saxe                  |                                            |                      |                                                                              |
| Theo Magin                                  | 1932      | CDU        | Rhénanie-Palatinat          | Neustadt – Speyer                          | 49,5                 |                                                                              |
| Dietrich Mahlo                              | 1935      | CDU        | Berlin                      |                                            |                      | remplace Peter Lorenz le 9 décembre 1987                                     |
| Lothar de Maizière                          | 1940      | CDU        | Chambre du peuple de la RDA |                                            |                      | à partir du 3 octobre 1990                                                   |
| Ursula Männle                               | 1944      | CSU        | Bavière                     |                                            |                      |                                                                              |
| Erwin Marschewski                           | 1940      | CDU        | Rhénanie-du-Nord-Westphalie |                                            |                      |                                                                              |
| Dörte Martini zum Berge                     | 1944      | CDU        | Chambre du peuple de la RDA |                                            |                      | à partir du 3 octobre 1990                                                   |
| Anke Martiny-Glotz                          | 1939      | SPD        | Bavière                     |                                            |                      | démissionne le 22 mai 1989                                                   |
| Ingrid Matthäus-Maier                       | 1945      | SPD        | Rhénanie-du-Nord-Westphalie |                                            |                      |                                                                              |
| Alfred Mechtersheimer                       | 1939      | Die Grünen | Bade-Wurtemberg             |                                            |                      |                                                                              |
| German Meneses Vogl                         | 1945      | AL         | Berlin                      |                                            |                      | remplace Peter Sellin le 21 février 1989                                     |
| Heinz Menzel                                | 1926      | SPD        | Rhénanie-du-Nord-Westphalie | Gelsenkirchen II – Recklinghausen III      | 58,1                 |                                                                              |
| Franz-Josef Mertens (Bottrop)               | 1934      | SPD        | Rhénanie-du-Nord-Westphalie | Bottrop – Recklinghausen IV                | 58,2                 |                                                                              |
| Heinz-Werner Meyer                          | 1932      | SPD        | Rhénanie-du-Nord-Westphalie | Recklinghausen I                           | 53,9                 |                                                                              |
| Reinhard Meyer zu Bentrup                   | 1939      | CDU        | Rhénanie-du-Nord-Westphalie |                                            |                      |                                                                              |
| Maria Michalk                               | 1949      | CDU        | Chambre du peuple de la RDA |                                            |                      | à partir du 3 octobre 1990                                                   |
| Meinolf Michels                             | 1935      | CDU        | Rhénanie-du-Nord-Westphalie | Höxter – Lippe II                          | 52,6                 |                                                                              |
| Karl Miltner                                | 1929      | CDU        | Bade-Wurtemberg             | Odenwald – Tauber                          | 60,1                 | démissionne le 20 mai 1988                                                   |
| Wolfgang Mischnick                          | 1921      | FDP        | Hesse                       |                                            |                      |                                                                              |
| Hans-Jürgen Misselwitz                      | 1950      | SPD        | Chambre du peuple de la RDA |                                            |                      | à partir du 3 octobre 1990                                                   |
| Peter Mitzscherling                         | 1928      | SPD        | Berlin                      |                                            |                      | démissionne le 10 mai 1989                                                   |
| Hans Modrow                                 | 1928      | PDS        | Chambre du peuple de la RDA |                                            |                      | à partir du 3 octobre 1990                                                   |
| Jürgen Möllemann                            | 1945      | FDP        | Rhénanie-du-Nord-Westphalie |                                            |                      |                                                                              |
| Franz Möller                                | 1930      | CDU        | Rhénanie-du-Nord-Westphalie | Rhein-Sieg-Kreis II                        | 55,4                 |                                                                              |
| Luise Morgenstern                           | 1932      | SPD        | Chambre du peuple de la RDA |                                            |                      | à partir du 3 octobre 1990                                                   |
| Marion Morgenstern                          | 1952      | PDS        | Chambre du peuple de la RDA |                                            |                      | à partir du 3 octobre 1990                                                   |
| Albrecht Müller (Pleisweiler)               | 1938      | SPD        | Rhénanie-Palatinat          |                                            |                      |                                                                              |
| Alfons Müller (Wesseling)                   | 1931      | CDU        | Rhénanie-du-Nord-Westphalie |                                            |                      |                                                                              |
| Günther Müller                              | 1934      | CSU        | Bavière                     | Rottal-Inn                                 | 65,6                 |                                                                              |
| Hans-Werner Müller (Wadern)                 | 1942      | CDU        | Sarre                       | Saarlouis                                  | 45,6                 |                                                                              |
| Michael Müller (Düsseldorf)                 | 1948      | SPD        | Rhénanie-du-Nord-Westphalie |                                            |                      |                                                                              |
| Rudolf Müller (Schweinfurt)                 | 1932      | SPD        | Bavière                     |                                            |                      |                                                                              |
| Franz Müntefering                           | 1940      | SPD        | Rhénanie-du-Nord-Westphalie |                                            |                      |                                                                              |
| Werner Nagel                                | 1934      | SPD        | Bade-Wurtemberg             | Mannheim I                                 | 46,8                 |                                                                              |
| Albert Nehm                                 | 1932      | SPD        | Hesse                       | Werra-Meißner                              | 54,3                 |                                                                              |
| Engelbert Nelle                             | 1933      | CDU        | Basse-Saxe                  | Gifhorn – Peine                            | 45,8                 |                                                                              |
| Friedrich Neuhausen                         | 1934      | FDP        | Basse-Saxe                  |                                            |                      |                                                                              |
| Christian Neuling                           | 1943      | CDU        | Berlin                      |                                            |                      |                                                                              |
| Bernd Neumann                               | 1942      | CDU        | Brême                       |                                            |                      |                                                                              |
| Christa Nickels                             | 1952      | Die Grünen | Rhénanie-du-Nord-Westphalie |                                            |                      |                                                                              |
| Lorenz Niegel                               | 1933      | CSU        | Bavière                     | Kulmbach                                   | 59,2                 |                                                                              |
| Edith Niehuis                               | 1950      | SPD        | Basse-Saxe                  | Northeim – Osterode                        | 49,2                 |                                                                              |
| Rolf Niese                                  | 1943      | SPD        | Hambourg                    | Hambourg-Bergedorf                         | 47,2                 |                                                                              |
| Horst Niggemeier                            | 1929      | SPD        | Rhénanie-du-Nord-Westphalie | Recklinghausen II                          | 50,6                 |                                                                              |
| Johannes Nitsch                             | 1937      | CDU        | Chambre du peuple de la RDA |                                            |                      | à partir du 3 octobre 1990                                                   |
| Wilhelm Nöbel                               | 1936      | SPD        | Rhénanie-du-Nord-Westphalie |                                            |                      |                                                                              |
| Claudia Nolte                               | 1966      | CDU        | Chambre du peuple de la RDA |                                            |                      | à partir du 3 octobre 1990                                                   |
| Günther Friedrich Nolting                   | 1950      | FDP        | Rhénanie-du-Nord-Westphalie |                                            |                      |                                                                              |
| Joachim Hubertus Nowack                     | 1935      | CDU        | Chambre du peuple de la RDA |                                            |                      | à partir du 3 octobre 1990                                                   |
| Doris Odendahl                              | 1933      | SPD        | Bade-Wurtemberg             |                                            |                      |                                                                              |
| Günter Oesinghaus                           | 1943      | SPD        | Rhénanie-du-Nord-Westphalie | Köln IV                                    | 51,6                 |                                                                              |
| Jutta Oesterle-Schwerin                     | 1941      | Die Grünen | Bade-Wurtemberg             |                                            |                      |                                                                              |
| Rolf Olderog                                | 1937      | CDU        | Schleswig-Holstein          | Ostholstein                                | 48,5                 |                                                                              |
| Ellen Olms                                  | 1950      | AL         | Berlin                      |                                            |                      | démissionne le 20 février 1989                                               |
| Jan Oostergetelo                            | 1934      | SPD        | Basse-Saxe                  |                                            |                      |                                                                              |
| Manfred Opel                                | 1938      | SPD        | Schleswig-Holstein          |                                            |                      | remplace Günther Jansen le 20 juin 1988                                      |
| Rainer Ortleb                               | 1944      | FDP        | Chambre du peuple de la RDA |                                            |                      | à partir du 3 octobre 1990                                                   |
| Klaus-Dieter Osswald                        | 1937      | SPD        | Bade-Wurtemberg             |                                            |                      | remplace Dieter Spöri le 6 juin 1988                                         |
| Christine Ostrowski                         | 1945      | PDS        | Chambre du peuple de la RDA |                                            |                      | à partir du 3 octobre 1990                                                   |
| Eduard Oswald                               | 1947      | CSU        | Bavière                     | Augsburg-Land                              | 64,5                 |                                                                              |
| Gisbert Paar                                | 1948      | CDU        | Chambre du peuple de la RDA |                                            |                      | à partir du 3 octobre 1990                                                   |
| Doris Pack                                  | 1942      | CDU        | Sarre                       |                                            |                      | démissionne le 8 septembre 1989                                              |
| Johann Paintner                             | 1926      | FDP        | Bavière                     |                                            |                      |                                                                              |
| Peter Paterna                               | 1937      | SPD        | Hambourg                    | Hambourg-Eimsbüttel                        | 41,5                 |                                                                              |
| Uwe Patzig                                  | 1948      | CDU        | Chambre du peuple de la RDA |                                            |                      | à partir du 3 octobre 1990                                                   |
| Günter Pauli                                | 1929      | SPD        | Rhénanie-Palatinat          |                                            |                      |                                                                              |
| Willfried Penner                            | 1936      | SPD        | Rhénanie-du-Nord-Westphalie | Wuppertal II                               | 49,4                 |                                                                              |
| Hans-Wilhelm Pesch                          | 1937      | CDU        | Rhénanie-du-Nord-Westphalie | Mönchengladbach                            | 49,5                 |                                                                              |
| Horst Peter (Kassel)                        | 1937      | SPD        | Hesse                       | Kassel                                     | 47,7                 |                                                                              |
| Peter Petersen                              | 1926      | CDU        | Bade-Wurtemberg             | Böblingen                                  | 50,7                 |                                                                              |
| Gerhard O. Pfeffermann                      | 1936      | CDU        | Hesse                       |                                            |                      |                                                                              |
| Anton Pfeifer                               | 1937      | CDU        | Bade-Wurtemberg             | Reutlingen                                 | 51,1                 |                                                                              |
| Angelika Pfeiffer                           | 1952      | CDU        | Chambre du peuple de la RDA |                                            |                      | à partir du 3 octobre 1990                                                   |
| Gero Pfennig                                | 1945      | CDU        | Berlin                      |                                            |                      |                                                                              |
| Albert Pfuhl                                | 1929      | SPD        | Hesse                       | Schwalm-Eder                               | 49,3                 |                                                                              |
| Eckhart Pick                                | 1941      | SPD        | Rhénanie-Palatinat          |                                            |                      |                                                                              |
| Winfried Pinger                             | 1932      | CDU        | Rhénanie-du-Nord-Westphalie |                                            |                      |                                                                              |
| Matthias Platzeck                           | 1953      | Bündnis 90 | Chambre du peuple de la RDA |                                            |                      | à partir du 3 octobre 1990                                                   |
| Heinrich Pohlmeier                          | 1922      | CDU        | Rhénanie-du-Nord-Westphalie | Paderborn                                  | 61,4                 |                                                                              |
| Konrad Porzner                              | 1935      | SPD        | Bavière                     |                                            |                      | démissionne le 2 octobre 1990                                                |
| Joachim Poß                                 | 1948      | SPD        | Rhénanie-du-Nord-Westphalie | Gelsenkirchen I                            | 59,4                 |                                                                              |
| Rosemarie Priebus                           | 1947      | CDU        | Chambre du peuple de la RDA |                                            |                      | à partir du 3 octobre 1990                                                   |
| Albert Probst                               | 1931      | CSU        | Bavière                     | Freising                                   | 62,6                 |                                                                              |
| Rudolf Purps                                | 1942      | SPD        | Rhénanie-du-Nord-Westphalie |                                            |                      |                                                                              |
| Hermann Rappe (Hildesheim)                  | 1929      | SPD        | Basse-Saxe                  | Hildesheim                                 | 49,0                 |                                                                              |
| Rolf Rau                                    | 1944      | CDU        | Chambre du peuple de la RDA |                                            |                      | à partir du 3 octobre 1990                                                   |
| Klaus Rauber                                | 1940      | CDU        | Chambre du peuple de la RDA |                                            |                      | à partir du 3 octobre 1990                                                   |
| Peter Rauen                                 | 1945      | CDU        | Rhénanie-Palatinat          | Bitburg                                    | 60,9                 |                                                                              |
| Wilhelm Rawe                                | 1929      | CDU        | Rhénanie-du-Nord-Westphalie | Coesfeld – Steinfurt I                     | 58,4                 |                                                                              |
| Gerhard Reddemann                           | 1932      | CDU        | Rhénanie-du-Nord-Westphalie |                                            |                      |                                                                              |
| Otto Regenspurger                           | 1939      | CSU        | Bavière                     | Coburg                                     | 47,2                 |                                                                              |
| Stefanie Rehm                               | 1950      | CDU        | Chambre du peuple de la RDA |                                            |                      | à partir du 3 octobre 1990                                                   |
| Klaus Reichenbach                           | 1945      | CDU        | Chambre du peuple de la RDA |                                            |                      | à partir du 3 octobre 1990                                                   |
| Manfred Reimann                             | 1928      | SPD        | Rhénanie-Palatinat          | Ludwigshafen                               | 46,0                 |                                                                              |
| Annemarie Renger                            | 1919      | SPD        | Rhénanie-du-Nord-Westphalie |                                            |                      |                                                                              |
| Hans-Peter Repnik                           | 1947      | CDU        | Bade-Wurtemberg             | Konstanz                                   | 54,2                 |                                                                              |
| Otto Reschke                                | 1941      | SPD        | Rhénanie-du-Nord-Westphalie | Essen I                                    | 55,7                 |                                                                              |
| Peter Reuschenbach                          | 1935      | SPD        | Rhénanie-du-Nord-Westphalie | Essen II                                   | 63,9                 |                                                                              |
| Bernd Reuter                                | 1940      | SPD        | Hesse                       |                                            |                      |                                                                              |
| Edelbert Richter (Weimar)                   | 1943      | SPD        | Chambre du peuple de la RDA |                                            |                      | à partir du 3 octobre 1990                                                   |
| Manfred Richter                             | 1948      | FDP        | Brême                       |                                            |                      |                                                                              |
| Erich Riedl                                 | 1933      | CSU        | Bavière                     | München-Süd                                | 43,9                 |                                                                              |
| Gerhard Riege                               | 1930      | PDS        | Chambre du peuple de la RDA |                                            |                      | à partir du 3 octobre 1990                                                   |
| Heinz Riesenhuber                           | 1935      | CDU        | Hesse                       | Frankfurt am Main I – Main-Taunus          | 48,5                 |                                                                              |
| Hermann Rind                                | 1939      | FDP        | Bavière                     |                                            |                      |                                                                              |
| Günter Rixe                                 | 1939      | SPD        | Rhénanie-du-Nord-Westphalie | Bielefeld                                  | 43,0                 |                                                                              |
| Ingrid Roitzsch (Quickborn)                 | 1940      | CDU        | Schleswig-Holstein          | Pinneberg                                  | 45,9                 |                                                                              |
| Uwe Ronneburger                             | 1920      | FDP        | Schleswig-Holstein          |                                            |                      |                                                                              |
| Hannelore Rönsch (Wiesbaden)                | 1942      | CDU        | Hesse                       | Wiesbaden                                  | 46,1                 |                                                                              |
| Klaus Rose                                  | 1941      | CSU        | Bavière                     | Passau                                     | 62,3                 |                                                                              |
| Norbert Roske                               | 1937      | Die Grünen | Basse-Saxe                  |                                            |                      | remplace Waltraud Schoppe le 22 juin 1990                                    |
| Kurt Rossmanith                             | 1944      | CSU        | Bavière                     | Ostallgäu                                  | 66,8                 |                                                                              |
| Gabriele Rost                               | 1948      | CDU        | Berlin                      |                                            |                      | remplace Waltraud Berger le 26 septembre 1989 démissionne le 16 février 1990 |
| Adolf Roth (Gießen)                         | 1937      | CDU        | Hesse                       |                                            |                      |                                                                              |
| Wolfgang Roth                               | 1941      | SPD        | Bade-Wurtemberg             |                                            |                      |                                                                              |
| Heinz Rother                                | 1939      | CDU        | Chambre du peuple de la RDA |                                            |                      | à partir du 3 octobre 1990                                                   |
| Rudolf Ruf                                  | 1922      | CDU        | Bade-Wurtemberg             | Karlsruhe-Stadt                            | 47,6                 |                                                                              |
| Volker Rühe                                 | 1942      | CDU        | Hambourg                    |                                            |                      |                                                                              |
| Wolfgang Rumpf                              | 1936      | FDP        | Rhénanie-Palatinat          |                                            |                      | démissionne le 6 août 1987                                                   |
| Bärbel Rust                                 | 1955      | Die Grünen | Bavière                     |                                            |                      |                                                                              |
| Jürgen Rüttgers                             | 1951      | CDU        | Rhénanie-du-Nord-Westphalie |                                            |                      |                                                                              |
| Halo Saibold                                | 1943      | Die Grünen | Bavière                     |                                            |                      |                                                                              |
| Helmut Sauer (Salzgitter)                   | 1945      | CDU        | Basse-Saxe                  |                                            |                      |                                                                              |
| Roland Sauer (Stuttgart)                    | 1939      | CDU        | Bade-Wurtemberg             | Stuttgart I                                | 43,9                 |                                                                              |
| Alfred Sauter (Ichenhausen)                 | 1950      | CSU        | Bavière                     |                                            |                      | démissionne le 6 juillet 1988                                                |
| Franz Sauter (Epfendorf)                    | 1928      | CDU        | Bade-Wurtemberg             | Rottweil – Tuttlingen                      | 56,5                 |                                                                              |
| Harald B. Schäfer (Offenburg)               | 1938      | SPD        | Bade-Wurtemberg             |                                            |                      |                                                                              |
| Helmut Schäfer (Mainz)                      | 1933      | FDP        | Rhénanie-Palatinat          |                                            |                      |                                                                              |
| Dieter Schanz                               | 1937      | SPD        | Rhénanie-du-Nord-Westphalie | Oberhausen                                 | 59,1                 |                                                                              |
| Eberhard Scharf                             | 1956      | CDU        | Chambre du peuple de la RDA |                                            |                      | à partir du 3 octobre 1990                                                   |
| Heribert Scharrenbroich                     | 1940      | CDU        | Rhénanie-Palatinat          |                                            |                      |                                                                              |
| Günther Schartz (Trier)                     | 1930      | CDU        | Rhénanie-Palatinat          | Trier                                      | 52,0                 |                                                                              |
| Ortrun Schätzle                             | 1934      | CDU        | Bade-Wurtemberg             |                                            |                      | remplace Honor Funk le 25 août 1989                                          |
| Wolfgang Schäuble                           | 1942      | CDU        | Bade-Wurtemberg             | Offenburg                                  | 58,6                 |                                                                              |
| Hermann Scheer                              | 1944      | SPD        | Bade-Wurtemberg             |                                            |                      |                                                                              |
| Heinz Schemken                              | 1935      | CDU        | Rhénanie-du-Nord-Westphalie | Mettmann II                                | 49,0                 |                                                                              |
| Volker Schemmel                             | 1942      | SPD        | Chambre du peuple de la RDA |                                            |                      | à partir du 3 octobre 1990                                                   |
| Manfred Scherrer                            | 1940      | SPD        | Rhénanie-Palatinat          |                                            |                      | démissionne le 31 août 1990                                                  |
| Gerhard Scheu                               | 1944      | CSU        | Bavière                     | Bamberg                                    | 64,0                 |                                                                              |
| Gertrud Schilling                           | 1949      | Die Grünen | Hesse                       |                                            |                      |                                                                              |
| Otto Schily                                 | 1932      | Die Grünen | Rhénanie-du-Nord-Westphalie |                                            |                      | démissionne le 7 novembre 1989                                               |
| Günter Schluckebier                         | 1933      | SPD        | Rhénanie-du-Nord-Westphalie | Duisburg II                                | 63,6                 |                                                                              |
| Bernd Schmidbauer                           | 1939      | CDU        | Bade-Wurtemberg             | Rhein-Neckar                               | 50,0                 |                                                                              |
| Christa Schmidt                             | 1941      | CDU        | Chambre du peuple de la RDA |                                            |                      | à partir du 3 octobre 1990                                                   |
| Frank Schmidt (Dresden)                     | 1943      | CDU        | Chambre du peuple de la RDA |                                            |                      | à partir du 3 octobre 1990                                                   |
| Manfred Schmidt                             | 1936      | SPD        | Bavière                     |                                            |                      |                                                                              |
| Marie-Luise Schmidt                         | 1958      | Die Grünen | Hambourg                    |                                            |                      | remplace Regula Schmidt-Bott le 20 février 1989                              |
| Renate Schmidt (Nürnberg)                   | 1943      | SPD        | Bavière                     |                                            |                      |                                                                              |
| Thomas Schmidt (Hohen Neuendorf)            | 1950      | DSU        | Chambre du peuple de la RDA |                                            |                      | à partir du 3 octobre 1990                                                   |
| Trudi Schmidt (Spiesen)                     | 1935      | CDU        | Sarre                       |                                            |                      | remplace Doris Pack le 9 septembre 1989                                      |
| Wilhelm Schmidt (Salzgitter)                | 1944      | SPD        | Basse-Saxe                  | Salzgitter – Wolfenbüttel                  | 49,2                 |                                                                              |
| Regula Schmidt-Bott                         | 1945      | Die Grünen | Hambourg                    |                                            |                      | démissionne le 18 février 1989                                               |
| Joachim Schmiele                            | 1949      | DSU        | Chambre du peuple de la RDA |                                            |                      | à partir du 3 octobre 1990                                                   |
| Hans Peter Schmitz (Baesweiler)             | 1937      | CDU        | Rhénanie-du-Nord-Westphalie |                                            |                      |                                                                              |
| Jürgen Schmude                              | 1936      | SPD        | Rhénanie-du-Nord-Westphalie | Wesel II                                   | 55,9                 |                                                                              |
| Michael von Schmude                         | 1939      | CDU        | Schleswig-Holstein          | Herzogtum Lauenburg – Stormarn-Süd         | 48,7                 |                                                                              |
| Manfred Schneider (Idar-Oberstein)          | 1925      | CDU        | Rhénanie-Palatinat          |                                            |                      | remplace Werner Weiß le 8 février 1990                                       |
| Oscar Schneider (Nürnberg)                  | 1927      | CSU        | Bavière                     | Nürnberg-Nord                              | 46,5                 |                                                                              |
| Reiner Schneider (Crimmitschau)             | 1942      | CDU        | Chambre du peuple de la RDA |                                            |                      | à partir du 3 octobre 1990                                                   |
| Emil Schnell                                | 1953      | SPD        | Chambre du peuple de la RDA |                                            |                      | à partir du 3 octobre 1990                                                   |
| Rudolf Schöfberger                          | 1935      | SPD        | Bavière                     |                                            |                      |                                                                              |
| Martina Schönebeck                          | 1948      | PDS        | Chambre du peuple de la RDA |                                            |                      | à partir du 3 octobre 1990                                                   |
| Waltraud Schoppe                            | 1942      | Die Grünen | Basse-Saxe                  |                                            |                      | démissionne le 21 juin 1990                                                  |
| Reinhard von Schorlemer                     | 1938      | CDU        | Basse-Saxe                  | Osnabrück-Land                             | 49,4                 |                                                                              |
| Ottmar Schreiner                            | 1946      | SPD        | Sarre                       |                                            |                      |                                                                              |
| Werner Schreiber                            | 1941      | CDU        | Sarre                       |                                            |                      |                                                                              |
| Richard Schröder (Blankenfelde)             | 1943      | SPD        | Chambre du peuple de la RDA |                                            |                      | à partir du 3 octobre 1990                                                   |
| Conrad Schroeder (Freiburg)                 | 1933      | CDU        | Bade-Wurtemberg             | Freiburg                                   | 43,2                 |                                                                              |
| Thomas Schröer (Mülheim)                    | 1946      | SPD        | Rhénanie-du-Nord-Westphalie | Mülheim                                    | 51,7                 |                                                                              |
| Wolfgang Schulhoff                          | 1939      | CDU        | Rhénanie-du-Nord-Westphalie | Düsseldorf I                               | 45,4                 |                                                                              |
| Dieter Schulte (Schwäbisch Gmünd)           | 1941      | CDU        | Bade-Wurtemberg             | Backnang – Schwäbisch Gmünd                | 53,8                 |                                                                              |
| Christian Friedrich Schultze                | 1944      | SPD        | Chambre du peuple de la RDA |                                            |                      | à partir du 3 octobre 1990                                                   |
| Werner Schulz                               | 1950      | Bündnis 90 | Chambre du peuple de la RDA |                                            |                      | à partir du 3 octobre 1990                                                   |
| Gerhard Schulze                             | 1919      | CDU        | Berlin                      |                                            |                      |                                                                              |
| Fritz Schumann (Kroppenstedt)               | 1948      | PDS        | Chambre du peuple de la RDA |                                            |                      | à partir du 3 octobre 1990                                                   |
| Michael Schumann (Potsdam)                  | 1946      | PDS        | Chambre du peuple de la RDA |                                            |                      | à partir du 3 octobre 1990                                                   |
| Dietmar Schütz                              | 1943      | SPD        | Basse-Saxe                  | Oldenburg – Ammerland                      | 45,1                 |                                                                              |
| Clemens Schwalbe                            | 1947      | CDU        | Chambre du peuple de la RDA |                                            |                      | à partir du 3 octobre 1990                                                   |
| Rolf Schwanitz                              | 1959      | SPD        | Chambre du peuple de la RDA |                                            |                      | à partir du 3 octobre 1990                                                   |
| Heinz Schwarz                               | 1928      | CDU        | Rhénanie-Palatinat          | Neuwied                                    | 49,0                 |                                                                              |
| Christian Schwarz-Schilling                 | 1930      | CDU        | Hesse                       | Wetterau                                   | 45,3                 |                                                                              |
| Hermann Schwörer                            | 1922      | CDU        | Bade-Wurtemberg             | Zollernalb – Sigmaringen                   | 62,7                 |                                                                              |
| Per-René Seeger                             | 1955      | SPD        | Chambre du peuple de la RDA |                                            |                      | à partir du 3 octobre 1990                                                   |
| Horst Seehofer                              | 1949      | CSU        | Bavière                     | Ingolstadt                                 | 64,6                 |                                                                              |
| Heinrich Seesing                            | 1932      | CDU        | Rhénanie-du-Nord-Westphalie | Kleve                                      | 55,2                 |                                                                              |
| Inge Segall                                 | 1930      | FDP        | Hesse                       |                                            |                      |                                                                              |
| Bodo Seidenthal                             | 1947      | SPD        | Basse-Saxe                  |                                            |                      |                                                                              |
| Ilja Seifert                                | 1951      | PDS        | Chambre du peuple de la RDA |                                            |                      | à partir du 3 octobre 1990                                                   |
| Ursula Seiler-Albring                       | 1943      | FDP        | Bade-Wurtemberg             |                                            |                      |                                                                              |
| Rudolf Seiters                              | 1937      | CDU        | Basse-Saxe                  | Unterems                                   | 51,3                 |                                                                              |
| Karl-Ernst Selke                            | 1944      | CDU        | Chambre du peuple de la RDA |                                            |                      | à partir du 3 octobre 1990                                                   |
| Peter Sellin                                | 1949      | AL         | Berlin                      |                                            |                      | démissionne le 20 février 1989                                               |
| Lisa Seuster                                | 1942      | SPD        | Rhénanie-du-Nord-Westphalie | Märkischer Kreis II                        | 47,3                 |                                                                              |
| Horst Sielaff                               | 1937      | SPD        | Rhénanie-Palatinat          | Frankenthal                                | 45,5                 |                                                                              |
| Wolfgang Sieler (Amberg)                    | 1930      | SPD        | Bavière                     |                                            |                      |                                                                              |
| Heide Simonis                               | 1943      | SPD        | Schleswig-Holstein          |                                            |                      | démissionne le 8 juin 1988                                                   |
| Johannes Singer                             | 1943      | SPD        | Rhénanie-du-Nord-Westphalie | Leverkusen – Rheinisch-Bergischer Kreis II | 45,1                 |                                                                              |
| Sigrid Skarpelis-Sperk                      | 1945      | SPD        | Bavière                     |                                            |                      |                                                                              |
| Hartmut Soell                               | 1939      | SPD        | Bade-Wurtemberg             |                                            |                      |                                                                              |
| Hermann Otto Solms                          | 1940      | FDP        | Hesse                       |                                            |                      |                                                                              |
| Cornelie Sonntag-Wolgast                    | 1942      | SPD        | Schleswig-Holstein          |                                            |                      | remplace Heide Simonis le 14 juin 1988                                       |
| Wieland Sorge                               | 1939      | SPD        | Chambre du peuple de la RDA |                                            |                      | à partir du 3 octobre 1990                                                   |
| Dietrich Sperling                           | 1933      | SPD        | Hesse                       |                                            |                      |                                                                              |
| Karl-Heinz Spilker                          | 1921      | CSU        | Bavière                     | Altötting                                  | 62,3                 |                                                                              |
| Dieter Spöri                                | 1943      | SPD        | Bade-Wurtemberg             |                                            |                      | démissionne le 5 juin 1988                                                   |
| Carl-Dieter Spranger                        | 1939      | CSU        | Bavière                     | Ansbach                                    | 58,1                 |                                                                              |
| Rudolf Sprung                               | 1925      | CDU        | Basse-Saxe                  | Goslar                                     | 46,0                 |                                                                              |
| Erwin Stahl (Kempen)                        | 1931      | SPD        | Rhénanie-du-Nord-Westphalie |                                            |                      |                                                                              |
| Anton Stark (Nürtingen)                     | 1929      | CDU        | Bade-Wurtemberg             | Nürtingen                                  | 50,1                 |                                                                              |
| Lutz Stavenhagen                            | 1940      | CDU        | Bade-Wurtemberg             | Pforzheim                                  | 48,9                 |                                                                              |
| Andreas Steiner (Oelsnitz)                  | 1954      | DSU        | Chambre du peuple de la RDA |                                            |                      | à partir du 3 octobre 1990                                                   |
| Heinz-Alfred Steiner                        | 1936      | SPD        | Rhénanie-du-Nord-Westphalie |                                            |                      |                                                                              |
| Waltraud Steinhauer                         | 1925      | SPD        | Rhénanie-du-Nord-Westphalie |                                            |                      |                                                                              |
| Klaus Steinitz                              | 1932      | PDS        | Chambre du peuple de la RDA |                                            |                      | à partir du 3 octobre 1990                                                   |
| Volker Stephan                              | 1938      | SPD        | Chambre du peuple de la RDA |                                            |                      | à partir du 3 octobre 1990                                                   |
| Hans Stercken                               | 1923      | CDU        | Rhénanie-du-Nord-Westphalie | Aachen                                     | 46,5                 |                                                                              |
| Ludwig Stiegler                             | 1944      | SPD        | Bavière                     |                                            |                      |                                                                              |
| Dietrich Stobbe                             | 1938      | SPD        | Berlin                      |                                            |                      |                                                                              |
| Ulrich Stockmann                            | 1951      | SPD        | Chambre du peuple de la RDA |                                            |                      | à partir du 3 octobre 1990                                                   |
| Roswitha Stolfa                             | 1942      | PDS        | Chambre du peuple de la RDA |                                            |                      | à partir du 3 octobre 1990                                                   |
| Gerhard Stoltenberg                         | 1928      | CDU        | Schleswig-Holstein          | Rendsburg-Eckernförde                      | 48,7                 |                                                                              |
| Günter Straßmeir                            | 1929      | CDU        | Berlin                      |                                            |                      |                                                                              |
| Eckhard Stratmann                           | 1948      | Die Grünen | Rhénanie-du-Nord-Westphalie |                                            |                      |                                                                              |
| Franz Josef Strauß                          | 1915      | CSU        | Bavière                     |                                            |                      | démissionne le 19 mars 1987                                                  |
| Hans-Gerd Strube                            | 1933      | CDU        | Basse-Saxe                  | Mittelems                                  | 54,8                 |                                                                              |
| Peter Struck                                | 1943      | SPD        | Basse-Saxe                  |                                            |                      |                                                                              |
| Richard Stücklen                            | 1916      | CSU        | Bavière                     | Roth                                       | 59,2                 |                                                                              |
| Manfred Such                                | 1942      | Die Grünen | Rhénanie-du-Nord-Westphalie |                                            |                      | remplace Verena Krieger le 4 avril 1989                                      |
| Egon Susset                                 | 1929      | CDU        | Bade-Wurtemberg             | Heilbronn                                  | 46,8                 |                                                                              |
| Rita Süssmuth                               | 1937      | CDU        | Basse-Saxe                  | Göttingen                                  | 44,9                 |                                                                              |
| Ingeborg Tamm                               | 1939      | CDU        | Chambre du peuple de la RDA |                                            |                      | à partir du 3 octobre 1990                                                   |
| Margitta Terborg                            | 1941      | SPD        | Basse-Saxe                  | Delmenhorst – Wesermarsch – Oldenburg-Land | 48,8                 |                                                                              |
| Maria Luise Teubner                         | 1951      | Die Grünen | Bade-Wurtemberg             |                                            |                      |                                                                              |
| Olaf Thees                                  | 1958      | CDU        | Chambre du peuple de la RDA |                                            |                      | à partir du 3 octobre 1990                                                   |
| Wolfgang Thierse                            | 1943      | SPD        | Chambre du peuple de la RDA |                                            |                      | à partir du 3 octobre 1990                                                   |
| Dieter Thomae                               | 1940      | FDP        | Rhénanie-Palatinat          |                                            |                      |                                                                              |
| Frank Tiesler                               | 1938      | DSU        | Chambre du peuple de la RDA |                                            |                      | à partir du 3 octobre 1990                                                   |
| Günther Tietjen                             | 1943      | SPD        | Basse-Saxe                  |                                            |                      |                                                                              |
| Ferdinand Tillmann                          | 1932      | CDU        | Rhénanie-du-Nord-Westphalie | Hochsauerlandkreis                         | 57,6                 |                                                                              |
| Helga Timm                                  | 1924      | SPD        | Hesse                       | Darmstadt                                  | 42,6                 |                                                                              |
| Jürgen Timm                                 | 1936      | FDP        | Basse-Saxe                  |                                            |                      |                                                                              |
| Jürgen Todenhöfer                           | 1940      | CDU        | Bade-Wurtemberg             | Tübingen                                   | 50,2                 |                                                                              |
| Hans-Günther Toetemeyer                     | 1930      | SPD        | Rhénanie-du-Nord-Westphalie | Hagen                                      | 49,3                 |                                                                              |
| Willibald Toscher                           | 1948      | CDU        | Chambre du peuple de la RDA |                                            |                      | à partir du 3 octobre 1990                                                   |
| Brigitte Traupe                             | 1943      | SPD        | Basse-Saxe                  | Hameln-Pyrmont – Holzminden                | 47,9                 |                                                                              |
| Erika Trenz                                 | 1947      | Die Grünen | Sarre                       |                                            |                      |                                                                              |
| Hans-Jochen Tschiche                        | 1929      | Bündnis 90 | Chambre du peuple de la RDA |                                            |                      | à partir du 3 octobre 1990                                                   |
| Sabine Uecker                               | 1943      | SPD        | Chambre du peuple de la RDA |                                            |                      | à partir du 3 octobre 1990                                                   |
| Klaus-Dieter Uelhoff                        | 1936      | CDU        | Rhénanie-Palatinat          | Pirmasens                                  | 49,2                 |                                                                              |
| Gunnar Uldall                               | 1940      | CDU        | Hambourg                    |                                            |                      |                                                                              |
| Wolfgang Ullmann                            | 1929      | Bündnis 90 | Chambre du peuple de la RDA |                                            |                      | à partir du 3 octobre 1990                                                   |
| Dietmar-Richard Unger                       | 1944      | CDU        | Chambre du peuple de la RDA |                                            |                      | à partir du 3 octobre 1990                                                   |
| Hermann Josef Unland                        | 1929      | CDU        | Rhénanie-du-Nord-Westphalie | Borken                                     | 60,8                 |                                                                              |
| Trude Unruh                                 | 1925      | Die Grünen | Rhénanie-du-Nord-Westphalie |                                            |                      | député non inscrit à partir du 13 septembre 1989                             |
| Hans-Eberhard Urbaniak                      | 1929      | SPD        | Rhénanie-du-Nord-Westphalie | Dortmund I                                 | 53,6                 |                                                                              |
| Jürgen Vahlberg                             | 1939      | SPD        | Bavière                     |                                            |                      |                                                                              |
| Christa Vennegerts                          | 1951      | Die Grünen | Bade-Wurtemberg             |                                            |                      |                                                                              |
| Günter Verheugen                            | 1944      | SPD        | Bavière                     |                                            |                      |                                                                              |
| Roswitha Verhülsdonk                        | 1927      | CDU        | Rhénanie-Palatinat          | Koblenz                                    | 50,2                 |                                                                              |
| Friedrich Vogel (Ennepetal)                 | 1929      | CDU        | Rhénanie-du-Nord-Westphalie |                                            |                      |                                                                              |
| Hans-Jochen Vogel                           | 1926      | SPD        | Berlin                      |                                            |                      |                                                                              |
| Wolfgang Vogt (Düren)                       | 1929      | CDU        | Rhénanie-du-Nord-Westphalie | Düren                                      | 49,2                 |                                                                              |
| Hans-Peter Voigt (Northeim)                 | 1936      | CDU        | Basse-Saxe                  |                                            |                      |                                                                              |
| Karsten Voigt (Frankfurt)                   | 1941      | SPD        | Hesse                       |                                            |                      |                                                                              |
| Bernd Voigtländer                           | 1939      | SPD        | Chambre du peuple de la RDA |                                            |                      | à partir du 3 octobre 1990                                                   |
| Antje Vollmer                               | 1943      | Die Grünen | Rhénanie-du-Nord-Westphalie |                                            |                      |                                                                              |
| Ludger Volmer                               | 1952      | Die Grünen | Rhénanie-du-Nord-Westphalie |                                            |                      |                                                                              |
| Ruprecht Vondran                            | 1935      | CDU        | Rhénanie-du-Nord-Westphalie |                                            |                      |                                                                              |
| Josef Vosen                                 | 1943      | SPD        | Rhénanie-du-Nord-Westphalie |                                            |                      |                                                                              |
| Friedrich Voss                              | 1931      | CSU        | Bavière                     |                                            |                      |                                                                              |
| Horst Waffenschmidt                         | 1933      | CDU        | Rhénanie-du-Nord-Westphalie | Oberbergischer Kreis                       | 50,3                 |                                                                              |
| Heinz Wagner                                | 1939      | CDU        | Chambre du peuple de la RDA |                                            |                      | à partir du 3 octobre 1990                                                   |
| Theodor Waigel                              | 1939      | CSU        | Bavière                     | Neu-Ulm                                    | 62,5                 |                                                                              |
| Alois Graf von Waldburg-Zeil und Trauchburg | 1933      | CDU        | Bade-Wurtemberg             | Biberach                                   | 67,6                 |                                                                              |
| Walter Wallmann                             | 1932      | CDU        | Hesse                       |                                            |                      | démissionne le 29 avril 1987                                                 |
| Ernst Waltemathe                            | 1935      | SPD        | Brême                       | Brême-Ost                                  | 44,8                 |                                                                              |
| Hansjoachim Walther                         | 1939      | DSU        | Chambre du peuple de la RDA |                                            |                      | à partir du 3 octobre 1990                                                   |
| Rudi Walther                                | 1928      | SPD        | Hesse                       | Waldeck                                    | 49,5                 |                                                                              |
| Ingrid Walz                                 | 1936      | FDP        | Bade-Wurtemberg             |                                            |                      | remplace Martin Bangemann le 6 janvier 1989                                  |
| Jürgen Warnke                               | 1932      | CSU        | Bavière                     | Hof                                        | 51,5                 |                                                                              |
| Alexander Warrikoff                         | 1934      | CDU        | Hesse                       | Odenwald                                   | 45,7                 |                                                                              |
| Gerd Wartenberg                             | 1944      | SPD        | Berlin                      |                                            |                      |                                                                              |
| Ludolf von Wartenberg                       | 1941      | CDU        | Basse-Saxe                  |                                            |                      |                                                                              |
| Solveig Wegener                             | 1962      | PDS        | Chambre du peuple de la RDA |                                            |                      | à partir du 3 octobre 1990                                                   |
| Konstanze Wegner                            | 1938      | SPD        | Bade-Wurtemberg             |                                            |                      | remplace Marliese Dobberthien le 31 août 1988                                |
| Wolfgang Weiermann                          | 1935      | SPD        | Rhénanie-du-Nord-Westphalie | Dortmund II                                | 60,6                 |                                                                              |
| Barbara Weiler                              | 1946      | SPD        | Hesse                       |                                            |                      |                                                                              |
| Karl Weinhofer                              | 1942      | SPD        | Bavière                     |                                            |                      | remplace Konrad Porzner le 3 octobre 1990                                    |
| Dieter Weirich                              | 1944      | CDU        | Hesse                       |                                            |                      | remplace Walter Wallmann le 29 avril 1987 démissionne le 6 décembre 1989     |
| Reinhard Weis (Stendal)                     | 1949      | SPD        | Chambre du peuple de la RDA |                                            |                      | à partir du 3 octobre 1990                                                   |
| Michael Weiss (München)                     | 1956      | Die Grünen | Bavière                     |                                            |                      |                                                                              |
| Werner Weiß (Kaiserslautern)                | 1926      | CDU        | Rhénanie-Palatinat          |                                            |                      | décédé le 6 février 1990                                                     |
| Gunter Weißgerber                           | 1955      | SPD        | Chambre du peuple de la RDA |                                            |                      | à partir du 3 octobre 1990                                                   |
| Gert Weisskirchen (Wiesloch)                | 1944      | SPD        | Bade-Wurtemberg             |                                            |                      |                                                                              |
| Wolfgang Weng (Gerlingen)                   | 1942      | FDP        | Bade-Wurtemberg             |                                            |                      |                                                                              |
| Herbert Werner (Ulm)                        | 1941      | CDU        | Bade-Wurtemberg             | Ulm                                        | 54,1                 |                                                                              |
| Axel Wernitz                                | 1937      | SPD        | Bavière                     |                                            |                      |                                                                              |
| Heinz Westphal                              | 1924      | SPD        | Rhénanie-du-Nord-Westphalie | Herne                                      | 61,1                 |                                                                              |
| Dietrich Wetzel                             | 1936      | Die Grünen | Hesse                       |                                            |                      |                                                                              |
| Kersten Wetzel (Langenorla)                 | 1961      | CDU        | Chambre du peuple de la RDA |                                            |                      | à partir du 3 octobre 1990                                                   |
| Gudrun Weyel                                | 1927      | SPD        | Rhénanie-Palatinat          |                                            |                      |                                                                              |
| Bertram Wieczorek (Auerbach)                | 1951      | CDU        | Chambre du peuple de la RDA |                                            |                      | à partir du 3 octobre 1990                                                   |
| Helmut Wieczorek (Duisburg)                 | 1934      | SPD        | Rhénanie-du-Nord-Westphalie | Duisburg I                                 | 57,3                 |                                                                              |
| Norbert Wieczorek                           | 1940      | SPD        | Hesse                       |                                            |                      |                                                                              |
| Heidemarie Wieczorek-Zeul                   | 1942      | SPD        | Hesse                       |                                            |                      |                                                                              |
| Dieter Wiefelspütz                          | 1946      | SPD        | Rhénanie-du-Nord-Westphalie | Hamm – Unna II                             | 49,0                 |                                                                              |
| Eugen von der Wiesche                       | 1929      | SPD        | Rhénanie-du-Nord-Westphalie | Ennepe-Ruhr-Kreis I                        | 50,8                 |                                                                              |
| Waltrud Will-Feld                           | 1921      | CDU        | Rhénanie-Palatinat          | Cochem                                     | 55,6                 |                                                                              |
| Dorothee Wilms                              | 1929      | CDU        | Rhénanie-du-Nord-Westphalie |                                            |                      |                                                                              |
| Heike Wilms-Kegel                           | 1952      | Die Grünen | Rhénanie-Palatinat          |                                            |                      |                                                                              |
| Bernd Wilz                                  | 1942      | CDU        | Rhénanie-du-Nord-Westphalie | Solingen – Remscheid                       | 44,4                 |                                                                              |
| Hermann Wimmer (Neuötting)                  | 1936      | SPD        | Bavière                     |                                            |                      |                                                                              |
| Willy Wimmer (Neuss)                        | 1943      | CDU        | Rhénanie-du-Nord-Westphalie | Neuss II                                   | 50,7                 |                                                                              |
| Heinrich Windelen                           | 1921      | CDU        | Rhénanie-du-Nord-Westphalie | Warendorf                                  | 51,7                 |                                                                              |
| Hans-Jürgen Wischnewski                     | 1922      | SPD        | Rhénanie-du-Nord-Westphalie | Köln I                                     | 47,3                 |                                                                              |
| Roswitha Wisniewski                         | 1926      | CDU        | Bade-Wurtemberg             | Mannheim II                                | 46,3                 |                                                                              |
| Matthias Wissmann                           | 1949      | CDU        | Bade-Wurtemberg             | Ludwigsburg                                | 50,8                 |                                                                              |
| Hans de With                                | 1932      | SPD        | Bavière                     |                                            |                      |                                                                              |
| Berthold Wittich                            | 1933      | SPD        | Hesse                       | Hersfeld                                   | 46,8                 |                                                                              |
| Fritz Wittmann                              | 1933      | CSU        | Bavière                     | München-Nord                               | 44,4                 |                                                                              |
| Torsten Wolfgramm (Göttingen)               | 1936      | FDP        | Basse-Saxe                  |                                            |                      |                                                                              |
| Vera Wollenberger                           | 1952      | Bündnis 90 | Chambre du peuple de la RDA |                                            |                      | remplace Joachim Gauck le 5 octobre 1990                                     |
| Lieselotte Wollny                           | 1926      | Die Grünen | Basse-Saxe                  |                                            |                      |                                                                              |
| Michael Wonneberger                         | 1944      | CDU        | Chambre du peuple de la RDA |                                            |                      | à partir du 3 octobre 1990                                                   |
| Manfred Wörner                              | 1934      | CDU        | Bade-Wurtemberg             | Göppingen                                  | 49,0                 | démissionne le 30 juin 1988                                                  |
| Dieter Wöstenberg                           | 1943      | FDP        | Chambre du peuple de la RDA |                                            |                      | à partir du 3 octobre 1990                                                   |
| Otto Wulff                                  | 1933      | CDU        | Rhénanie-du-Nord-Westphalie | Märkischer Kreis I                         | 49,6                 |                                                                              |
| Thomas Wüppesahl                            | 1955      | Die Grünen | Hambourg                    |                                            |                      | député non inscrit à partir du 26 janvier 1988                               |
| Uta Würfel                                  | 1944      | FDP        | Sarre                       |                                            |                      |                                                                              |
| Peter Würtz                                 | 1939      | SPD        | Basse-Saxe                  |                                            |                      |                                                                              |
| Peter Kurt Würzbach                         | 1937      | CDU        | Schleswig-Holstein          | Segeberg – Stormarn-Nord                   | 49,7                 |                                                                              |
| Fred Zander                                 | 1935      | SPD        | Hesse                       |                                            |                      |                                                                              |
| Werner Zeitler                              | 1926      | SPD        | Rhénanie-du-Nord-Westphalie | Dortmund III                               | 53,8                 |                                                                              |
| Wolfgang Zeitlmann                          | 1941      | CSU        | Bavière                     | Rosenheim                                  | 61,4                 |                                                                              |
| Benno Zierer                                | 1934      | CSU        | Bavière                     | Regensburg                                 | 57,3                 |                                                                              |
| Friedrich Zimmermann                        | 1925      | CSU        | Bavière                     | Landshut                                   | 57,4                 |                                                                              |
| Hans Zimmermann                             | 1948      | CDU        | Chambre du peuple de la RDA |                                            |                      | à partir du 3 octobre 1990                                                   |
| Otto Zink                                   | 1925      | CDU        | Hesse                       | Groß-Gerau                                 | 43,7                 |                                                                              |
| Klaus-Otto Zirkler                          | 1946      | FDP        | Chambre du peuple de la RDA |                                            |                      | à partir du 3 octobre 1990                                                   |
| Georg Zschornack                            | 1934      | FDP        | Chambre du peuple de la RDA |                                            |                      | à partir du 3 octobre 1990                                                   |
| Peter Zumkley                               | 1936      | SPD        | Hambourg                    | Hambourg-Wandsbek                          | 43,6                 |                                                                              |
| Ruth Zutt                                   | 1928      | SPD        | Bade-Wurtemberg             |                                            |                      | décédé le 29 juin 1987                                                       |
| Werner Zywietz                              | 1940      | FDP        | Schleswig-Holstein          |                                            |                      |                                                                              |